# Religion aux États-Unis
 (août 2014).
Religion aux États-Unis (2020)
- Protestantisme (42 %)
- Catholicisme (21 %)
- Irréligion (18 %)
- Agnosticisme (6 %)
- Athéisme (5 %)
- Mormonisme (2 %)
- Judaïsme (1 %)
- Islam (1 %)
- Hindouisme (1 %)
- Bouddhisme (1 %)
- Sans réponse (1%)
- Église orthodoxe (0.5%)
- Autres (0.5%)

Le thème de la religion est indispensable à la compréhension de la société américaine[style à revoir], où la spiritualité tient une place particulièrement importante. En dépit d'une stricte séparation des Églises et de l'État[Information douteuse], la religion est si présente dans l'espace public qu'on parle de « religion civile »,,. Il est par exemple fréquent de trouver une bible dans les chambres d'hôtel, le plus souvent la Bible du roi Jacques, et le président américain invoque fréquemment Dieu dans ses discours.
La religiosité américaine, structurée à l'origine par un protestantisme dominant, se manifeste par une grande variété confessionnelle et un dynamisme des Églises qui sont expliqués par l'histoire du pays, terre de refuge qui a su très tôt garantir une large liberté religieuse. Aujourd'hui encore, les différentes confessions sont très impliquées dans la vie sociale et politique de la nation,.
D'après une étude réalisée en 2014 par le Pew Research Center, 70,6 % des Américains se déclarent chrétiens (dont 46,5 % protestants et 20,8 % catholiques), 22,8 % n'ont pas de religion et 5,9 % pratiquent une autre religion (judaïsme - 1,9 %, islam - 0,9 %, bouddhisme - 0,7 %, hindouisme - 0,7 %, autres religions - 1,8 %),.

## Histoire

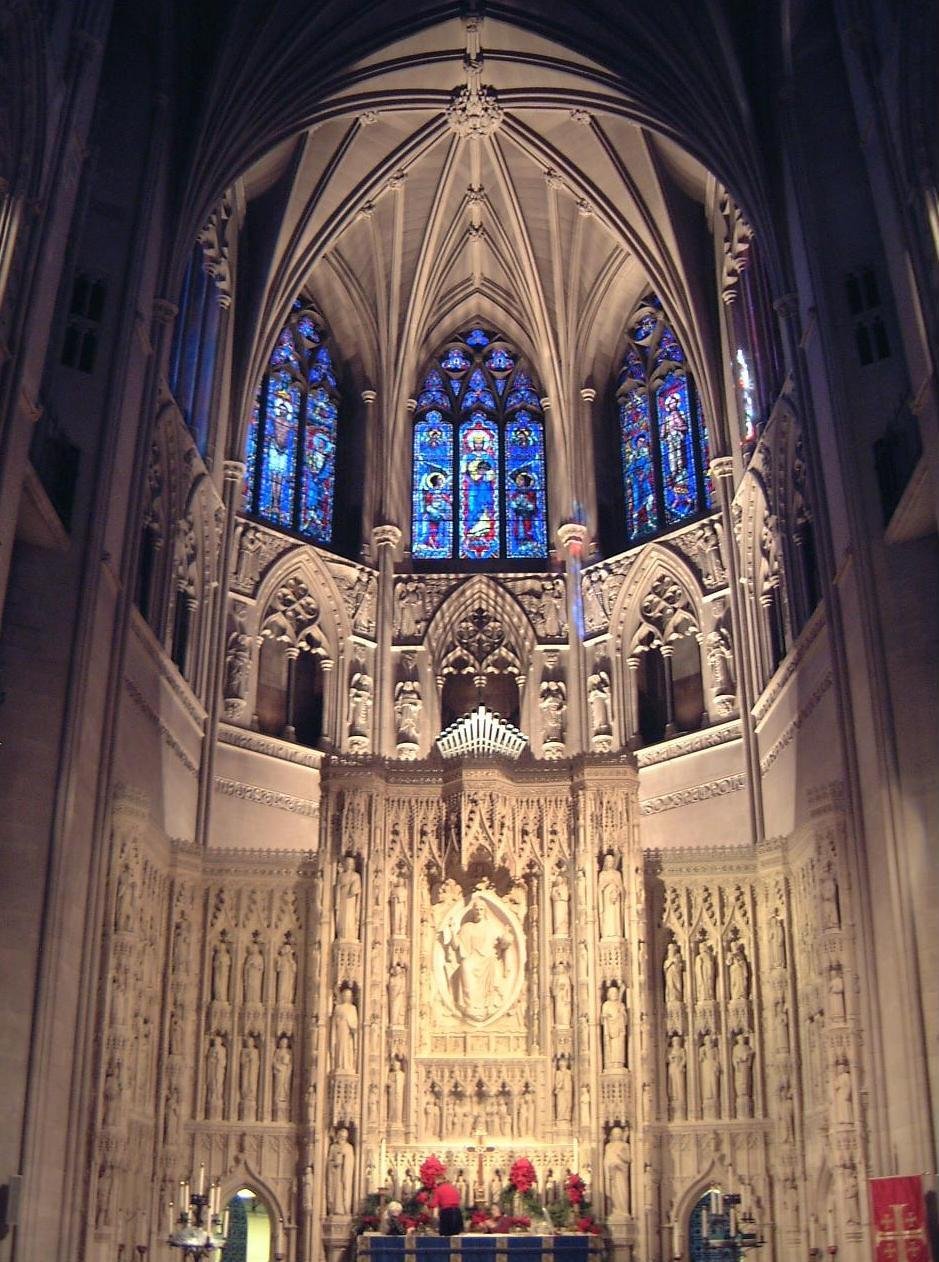
La cathédrale nationale de Washington, de l'Église épiscopalienne des États-Unis, fut le lieu de cérémonie pour les funérailles de plusieurs présidents : les presbytériens Eisenhower, Ronald Reagan, et l'épiscopalien Gerald Ford. Woodrow Wilson, fils de pasteur, est même enterré dans le caveau de la cathédrale. Un service funèbre y fut organisé pour le baptiste Harry S. Truman.

Les communautés religieuses, qui ont colonisé l'espace américain par vagues successives, sont à l'origine de la diversité de représentation des mouvements religieux dans ce nouveau monde perçu pour beaucoup comme une terre de refuge.

### Situation à l'époque coloniale
Dès le XVIIe siècle, les Treize Colonies offraient l'asile à ceux qui voulaient fuir l'intolérance religieuse en Europe, mais à des degrés divers.

Carte du Nord-Est de l'Amérique vers 1775.

En Nouvelle-Angleterre, les premiers puritains arrivent en 1620, ce sont les "pères pèlerins", d'abord brièvement réfugiés aux Pays-Bas. À la suite la restauration catholique de Charles Ier en Angleterre, ils sont plus de 20 000 à émigrer entre 1630 et 1640. Soucieux d'établir dans leur colonie du Massachusetts une communauté qui respecte leurs principes religieux, ils sont peu tolérants de certains courants hétérodoxes qui leur semblent remettre en cause ce projet politique. Les quakers sont expulsés et la quaker Mary Dyer est même exécutée à Boston en 1660 (et le procès des Sorcières de Salem constituera un moment de paranoïa puritaine). Les dissidents, comme le théologien baptiste Roger Williams, partent pour fonder de nouvelles colonies comme le Rhode Island (ses textes fondateurs mettent en avant la Séparation de l’Église et de l’État, et le pluralisme religieux), ou encore le Connecticut. Boston est l'une des capitales intellectuelles des colonies anglaises, des théologiens de renom comme Increase Mather sont formés à Harvard, université fondée par les puritains en 1636.
Dans les colonies esclavagistes du Sud (Virginie, les deux Caroline, Géorgie), les colons ont reproduit une société aristocratique à l'anglaise, où à l'image de la métropole, l'Église anglicane est la confession officielle. S'agissant principalement de colonies "à propriétaires", la problématique du peuplement les oblige cependant à être ouvertes aux dissidents religieux, mais pas aux catholiques. Dans ces mêmes états esclavagistes, il existe dans la population d'origine européenne une interprétation particulière de la malédiction de Canaan (Genèse 9:27), qui a pu y justifier l'esclavage, puis la ségrégation et le Ku Klux Klan. Du côté de la population d'origine africaine, ces états esclavagistes deviendront la patrie du negro spiritual puis du gospel. Plus tard, au XIXe siècle, les doctrines raciales de l'anthropologie viendront étayer cette interprétation des blancs, tandis qu'un grand nombre de pasteurs noirs dont Martin Luther King lutteront pour l'émancipation et l'égalité, sur le plan civil mais aussi religieux, à l'intérieur de chaque confession.
Inversement, les colonies du centre (New-York, Pennsylvanie, Delaware, New Jersey, Maryland) sont les plus tolérantes, et accueillent volontiers les persécutés. La Pennsylvanie fondée par le quaker William Penn accueille tout le monde sans exception, et notamment la plupart des 120 000 luthériens et anabaptistes allemands qui se sont réfugiés en Amérique du Nord après la guerre de Trente Ans. Le Maryland (« la terre de Marie ») a été fondée pour accueillir la minorité catholique anglaise. Le Delaware, ancienne colonie suédoise, compte des luthériens scandinaves dont les Anglais ont été obligés de reconnaître la liberté de culte lors de l'annexion du territoire. Même chose dans la colonie de New York, anciennement Nouvelle-Néerlande, occupée par des réformés hollandais. Après la révocation de l'édit de Nantes en 1685, des milliers de huguenots quittent la France pour s'installer dans plusieurs villes portuaires dont New York, Philadelphie et Charleston, où ils construisent la première église de la colonie en 1687.

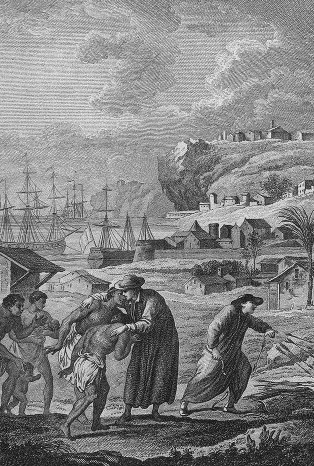
Quakers embrassant des Indiens en Pennsylvanie.

À l'opposé du centre, le nord et le sud du pays sont donc surtout dominés par des Églises établies, où la population est essentiellement animée par une religiosité conformiste peu dynamique. George Washington par exemple, ne fréquente que très peu son église anglicane de Virginie. C'est aussi à cette époque que sous l'influence des Lumières, le déisme apparaît aux États-Unis ; il est généralement considéré que Thomas Jefferson, Thomas Paine et Benjamin Franklin sont les représentants les plus illustres de cette tendance. Le déisme influença le développement de l'unitarisme qui proclame la stricte unité de Dieu.

### «Great Awakening», premier Grand Réveil religieux
C'est entre 1730 et 1760, que l'immigration continue, le foisonnement confessionnel et l'influence des Lumières européennes, donnent naissance dans les Treize colonies à un sursaut religieux sans précédent, le premier du genre, et dont les secousses vont émailler toute l'histoire américaine, expliquant encore aujourd'hui le dynamisme religieux du pays.
L'arrivée des immigrants anabaptistes et piétistes allemands, des frères moraves tchèques, des presbytériens écossais et nord-irlandais, des huguenots français, des méthodistes et baptistes anglais notamment, enrichit progressivement le paysage religieux des colonies anglaises. C'est dans ce contexte que de grands prédicateurs itinérants (les « circuit riders »), comme l'allemand Theodorus Frelinghuysen (réformé hollandais), les anglais George Whitefield (méthodiste), Jonathan Edwards (puritain) ou les irlandais William et Gilbert Tennent (presbytériens), parcourent le territoire et mobilisent par des sermons énergiques des foules immenses en plein air. Faisant appel à l'émotion et à la conversion personnelle, plus qu'au dogme, ils mettent en branle un mouvement massif de conversions, d'activités religieuses et missionnaires (c'est à partir de cette époque que sont christianisés les Indiens et les populations noires).
Ce mouvement constitue la genèse de l'évangélisme américain. De nombreuses universités (Princeton, Brown), des écoles, des sociétés missionnaires ou encore des œuvres sociales sont alors créées. Il permet aussi et surtout l'émergence de nouvelles Églises indépendantes des Églises anglicanes et puritaines établies, dont la domination commence à être ébranlée. Ainsi, presbytériens, baptistes et méthodistes essentiellement, qui accompagnent le peuplement vers l'Ouest, connaissent un essor sans précédent, favorisant ainsi une plus grande diversité religieuse.
Ce retour aux sources de l'utopie fondatrice des Pères pèlerins (recréer une société de croyants fervents) conduit aussi les colons à prendre conscience qu'ils sont réunis par une identité culturelle propre (américaine), ce qui va préfigurer les évènements révolutionnaires des années suivantes.

### Révolution américaine et liberté religieuse
Dans la foulée de la Révolution américaine, plusieurs textes établissent la liberté religieuse en même temps qu'ils affirment le caractère laïque de la nouvelle République. Le statut pour la liberté religieuse de Virginie (Virginia Statute for Religious Freedom) est le premier texte américain qui instaure la liberté de conscience : il fut rédigé en 1778 par Thomas Jefferson et adopté par l'Assemblée générale de Virginie en 1786.
En 1791, le Premier Amendement de la Déclaration des droits proclame « Le Congrès ne fera aucune loi qui touche l'établissement ou interdise le libre exercice d'une religion, ni qui restreigne la liberté de la parole ou de la presse, ou le droit qu'a le peuple de s'assembler paisiblement et d'adresser des pétitions au gouvernement pour la réparation des torts dont il a à se plaindre. »
Ce texte, en interdisant l'existence d'une religion officielle, instaure une stricte séparation entre les Églises et l'État fédéral, un exemple qui sera suivi par la suite par les nouveaux États fédérés, qui abandonnent peu à peu leurs Églises établies (puritaines en Nouvelle-Angleterre et anglicanes dans le Sud). Cette stricte séparation, voulue par le même Jefferson selon son idée de « mur de séparation », avait été réclamée par de nombreuses Églises non-conformistes. Si dans le Sud le principe de séparation fut rapidement acquis, dans la Nouvelle-Angleterre congrégationaliste l'impôt ecclésiastique ne fut pas immédiatement aboli, d'autant que les Églises dissidentes avaient obtenu que cet impôt serve à l'entretien de leurs propres pasteurs. Aussi le principe de séparation ne s'appliqua qu'en 1917 au New Hampshire, 1818 au Connecticut et 1833 au Massachusetts.
De même, les autorités n'ont pas à intervenir dans la vie religieuse, s'interdisant par exemple de définir ce qui relève de la religion ou non, comme l'explique cet autre Père fondateur et 4e président américain, James Madison : « Le gouvernement n'a pas l'ombre d'un droit de se mêler de religion. Sa plus petite interférence serait une usurpation flagrante. »
Aujourd'hui encore, cette tradition de tolérance subsiste dans le droit et le système des valeurs américaines, si bien que des organisations qui seraient considérées comme des sectes en France, n'y sont pas illégales.

### Apport desXIXeetXXesiècles

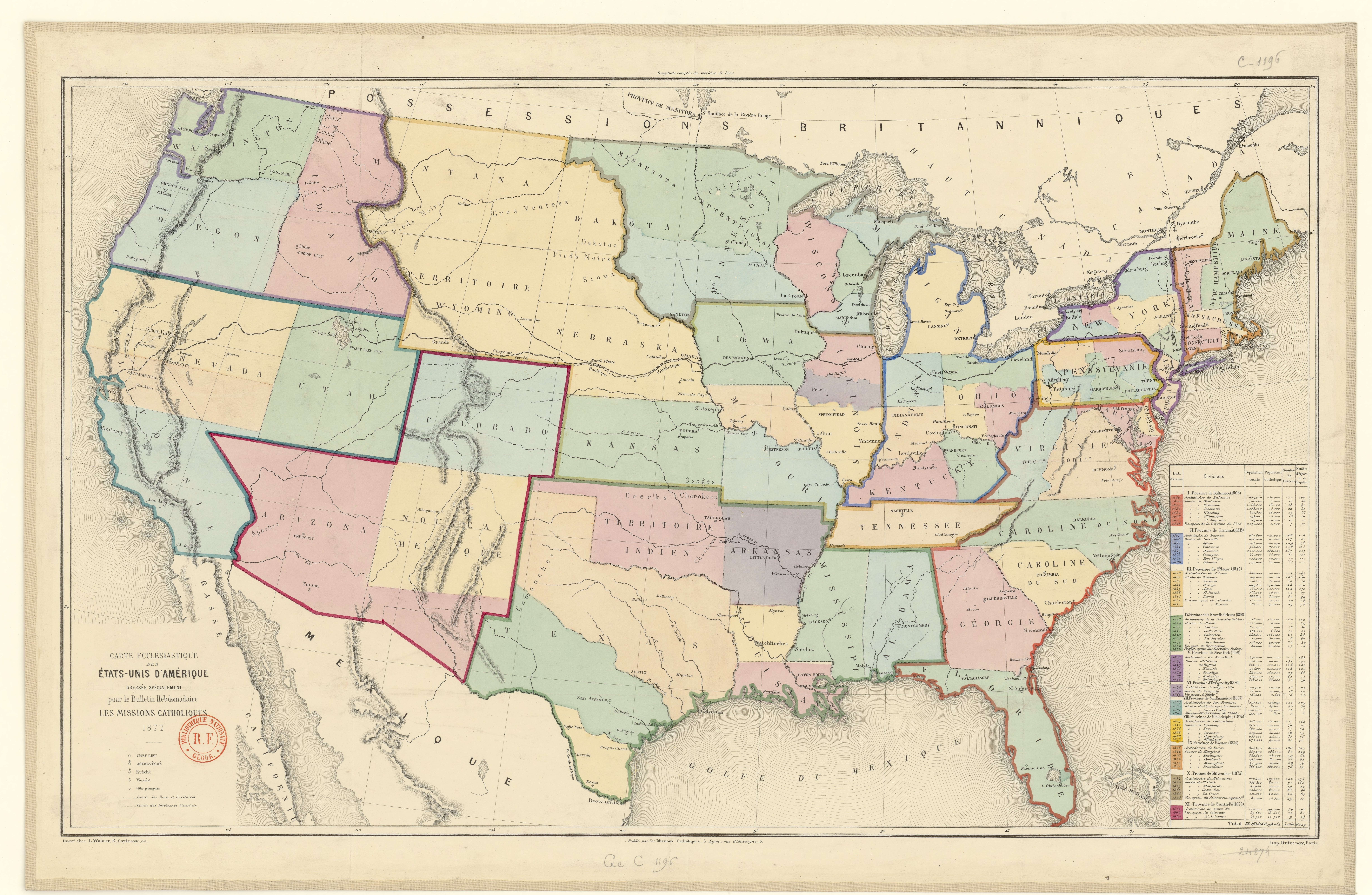
Carte ecclésiastique de l’Église catholique aux États-Unis en 1877.

L'immigration des siècles suivants va encore enrichir et diversifier le paysage religieux américain, et notamment en dehors du monde protestant.
La grande famine irlandaise au milieu du XIXe siècle, provoque une immigration massive d'Irlandais, qui vont former le noyau dur du catholicisme américain. Ils seront rejoints au début du XXe siècle par les immigrants Italiens et d'Europe centrale, puis aujourd'hui par les latino-américains. L’Église catholique a longtemps été marginalisée dans la société américaine, voire persécutée (par le courant nativiste, puis le Ku Klux Klan, l'antipapisme servant de ciment identitaire à la majorité protestante), jusqu'à l'après-guerre (le premier président de confession catholique, Kennedy, est élu en 1961). À son organisation centralisée et monarchique, perçue comme contraire aux valeurs démocratiques américaines, s'ajoutait la méfiance envers une puissance étrangère (le Vatican).

De nombreux Juifs européens qui fuient les pogroms, et notamment en Russie après l'assassinat du tsar Alexandre II en 1881, se réfugient aux États-Unis, où leurs premières communautés s'étaient installées au XVIIIe siècle. Les persécutions antisémites en Allemagne nazie puis dans l'Europe dominée par le IIIe Reich, ont poussé aussi de nombreux juifs à émigrer aux États-Unis, dont l'exemple le plus connu est celui d'Albert Einstein. Ces migrations sont à l'origine de la diaspora juive en Amérique, communauté la plus importante au monde, devant Israël. 
Au sein du protestantisme, la guerre de Sécession marque un tournant, comme le montre l'historien Mark Noll dans America’s God : From Jonathan Edwards to Abraham Lincoln : le courant évangélique nordiste, qui interprète pourtant la Bible de la même manière (principe du common sense, bon sens) que le courant sudiste, aboutit à des conclusions opposées, notamment sur l'esclavage. Cela débouche sur une séparation Nord/Sud au sein de certaines confessions, comme en témoigne la création de la Convention baptiste du Sud, qui est aujourd'hui la principale Église évangélique américaine. Ces nouvelles confessions sont plus ou moins touchées par le deuxième (1790-1840) et troisième réveil (1850-1900), qui conduisent à l'apparition de nouveaux groupes comme les mormons, les adventistes du septième jour, les témoins de Jéhovah, les pentecôtistes ainsi que le mouvement du Social Gospel.
Parallèlement, la séparation juridique stricte entre État et Églises se renforce. Ainsi, en 1875, James Blaine, président de la Chambre des représentants, proposa un amendement constitutionnel interdisant les subventions publiques pour tout projet à vocation religieuse. Cet amendement Blaine, bien que rejeté par le sénat, fut, par la suite adopté dans la constitution de trente-sept États américains.

## Laïcité

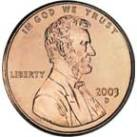
La devise « In God We Trust », sur une pièce de un cent des États-Unis datant de 2003.

Depuis la fin du XVIIIe siècle, la religion est officiellement séparée de l'État et ce principe est assuré par la constitution (article VI et premier amendement).
Dans la constitution et dans la Déclaration des Droits, il n'est jamais fait référence à Dieu ou à la Providence. La devise originelle des États-Unis est « E pluribus unum » (« De plusieurs, nous faisons un »). L'État fédéral ne subventionne aucune école religieuse au nom de la liberté religieuse. Depuis 1962, la prière à l'école est prohibée par l'arrêt Engel contre Vitale,. Enfin, il ne faut pas oublier que le premier amendement garantit la non-ingérence de l'État dans les religions et la liberté de culte.
Cependant, les références à Dieu sont omniprésentes dans la vie publique aux États-Unis, où il est question d'une laïcité « aconfessionnelle mais déiste » (c'est-à-dire admettant une transcendance mais ne favorisant aucune religion au détriment des autres), différente de la laïcité en France « adogmatique et areligieuse » (c'est-à-dire traitant sur un pied d'égalité les croyances, l'agnosticisme et l'athéisme). Depuis George Washington, le président américain prête serment sur la Bible et les références à Dieu se sont multipliées pendant la guerre froide, où il s'agissait de montrer son opposition à l'Union soviétique athée. Ainsi, la référence « One Nation under God » a été ajoutée au serment d'allégeance en 1954 ; la devise « In God We Trust » (« En Dieu nous croyons ») qui figure sur la monnaie, date, elle, de 1956 ; de même que le Jour National de prière, créé la même année.
Ces références sont abstraites et symboliques, et ne renvoient pas à un Dieu en particulier, même si le monothéisme est largement partagé : lors du National Day of Prayer, fixé le premier jeudi de mai, les Américains sont invités à prier la divinité qui leur convient. La neutralité américaine a pour motivation la tolérance vis-à-vis de toutes les confessions. Les spécialistes évoquent une « religion civile », constituant un socle spirituel national assurant la synthèse entre « esprit de religion » et « esprit de laïcité ».

## Un paysage religieux diversifié
|                          | 2007   | 2014   | Évolution |
| ------------------------ | ------ | ------ | --------- |
| Chrétiens                | 78,4 % | 70,6 % | - 7,8     |
| Protestants              | 51,3 % | 46,5 % | - 4,8     |
| églises évangéliques     | 26,3 % | 25,4 % | - 0,9     |
| églises libérales        | 18,1 % | 14,7 % | - 3,4     |
| églises afro-américaines | 6,9 %  | 6,5 %  | - 0,4     |
| Catholiques              | 23,9 % | 20,8 % | - 3,1     |
| Mormons                  | 1,7 %  | 1,6 %  | - 0,1     |
| Témoins de Jéhovah       | 0,7 %  | 0,8 %  | + 0,1     |
| Orthodoxes               | 0,6 %  | 0,5 %  | - 0,1     |
| Autres chrétiens         | 0,3 %  | 0,4 %  | + 0,1     |
| Autres religions         | 4,7 %  | 5,9 %  | + 1,2     |
| Juifs                    | 1,7 %  | 1,9 %  | + 0,2     |
| Musulmans                | 0,4 %  | 0,9 %  | + 0,5     |
| Bouddhistes              | 0,7 %  | 0,7 %  | -         |
| Hindous                  | 0,4 %  | 0,7 %  | + 0,3     |
| Autres                   | 1,5 %  | 1,8 %  | + 0,3     |
| Sans religion            | 16,1 % | 22,8 % | + 6,7     |
| Athées                   | 1,6 %  | 3,1 %  | + 1,5     |
| Agnostiques              | 2,4 %  | 4,0 %  | + 1,6     |
| Rien en particulier      | 12,1 % | 15,8 % | + 3,7     |
| Sans opinion             | 0,8 %  | 0,6 %  | - 0,2     |

Assistance hebdomadaire au culte par État en 2006. Elle est majoritaire dans le Sud évangélique et dans l'Utah des Mormons, et marginale dans le Nord-Est et la côte Pacifique. En 2014, on assiste à une forte baisse de l'assistance dans l’ensemble du pays.

Ainsi, bien que les deux tiers des chrétiens américains soient protestants, l'Église catholique domine dans les grandes villes du Nord-Est (surtout à New York, à Boston et à Philadelphie), des Grands Lacs (Chicago et Milwaukee), de la Côte ouest (Los Angeles et San Francisco), dans une métropole d'origine française (La Nouvelle-Orléans) et dans plusieurs villes à majorité hispanique (Miami et San Antonio). D'importantes communautés juives se sont établies dans les zones urbaines de New York (première ville juive au monde), de Californie (à Los Angeles), ainsi qu'en Floride. C'est dans ces mêmes zones urbanisées qu'on retrouve les autres religions (Islam, Bouddhisme, New Age…). L'Église de Jésus-Christ des saints des derniers jours (Mormons), fondée aux États-Unis en 1830 par Joseph Smith, est quant à elle particulièrement présente dans les Montagnes Rocheuses, et notamment dans l'Utah (État créé par des mormons), et l'Idaho.

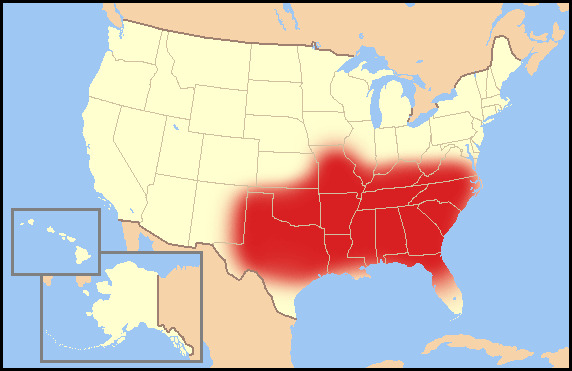
Carte de la « Bible Belt ».

Pourtant, toutes ces exceptions confirment la règle : les confessions protestantes, arrivées en premier sur le sol américain, ont une forte présence presque partout aux États-Unis. Les baptistes sont majoritaires dans le Sud, tandis que les luthériens et les méthodistes sont surtout dominants dans le Midwest et les Grandes Plaines. L'Ouest, à la religiosité plus disparate, constitue une terre de développement pour les courants les plus dynamiques, notamment les pentecôtistes et les Églises non confessionnelles indépendantes. Les anciennes Églises majoritaires de l'époque coloniale (anglicans devenus épiscopaliens, presbytériens, unitariens, puritains devenus congrégationnalistes), en voie de marginalisation, ne représentent plus que les élites de la Côte est. Les études américaines distinguent ces Églises libérales, appelées « Mainline », des Églises plus conservatrices, qualifiées d'évangéliques.
Car depuis l'après-guerre, le protestantisme de tendance évangélique, qui compte quelques groupes extrémistes (fondamentalistes), est de plus en plus actif au niveau politique et social. Il comprend notamment les fameux Born Again (« nés de nouveau », dans le sens de nouveau éveillés à la foi). Représentés surtout au sein des églises baptistes, pentecôtistes et non confessionnelles, plus une partie des Églises afro-américaines, ils sont désormais majoritaires parmi les protestants, avec 25 à 30 % de la population totale, selon les estimations. Le Sud des États-Unis, appelé aussi la « Bible Belt » (« ceinture de la Bible ») constitue leur bastion. Ces Églises très dynamiques usent des moyens de communication modernes, comme l'attestent l'influence des célèbres télévangélistes (comme Billy Graham) ou des megachurches. La Lakewood Church du pasteur texan Joel Osteen rassemble par exemple plus de 43 000 fidèles chaque semaine.

### Répartition confessionnelle

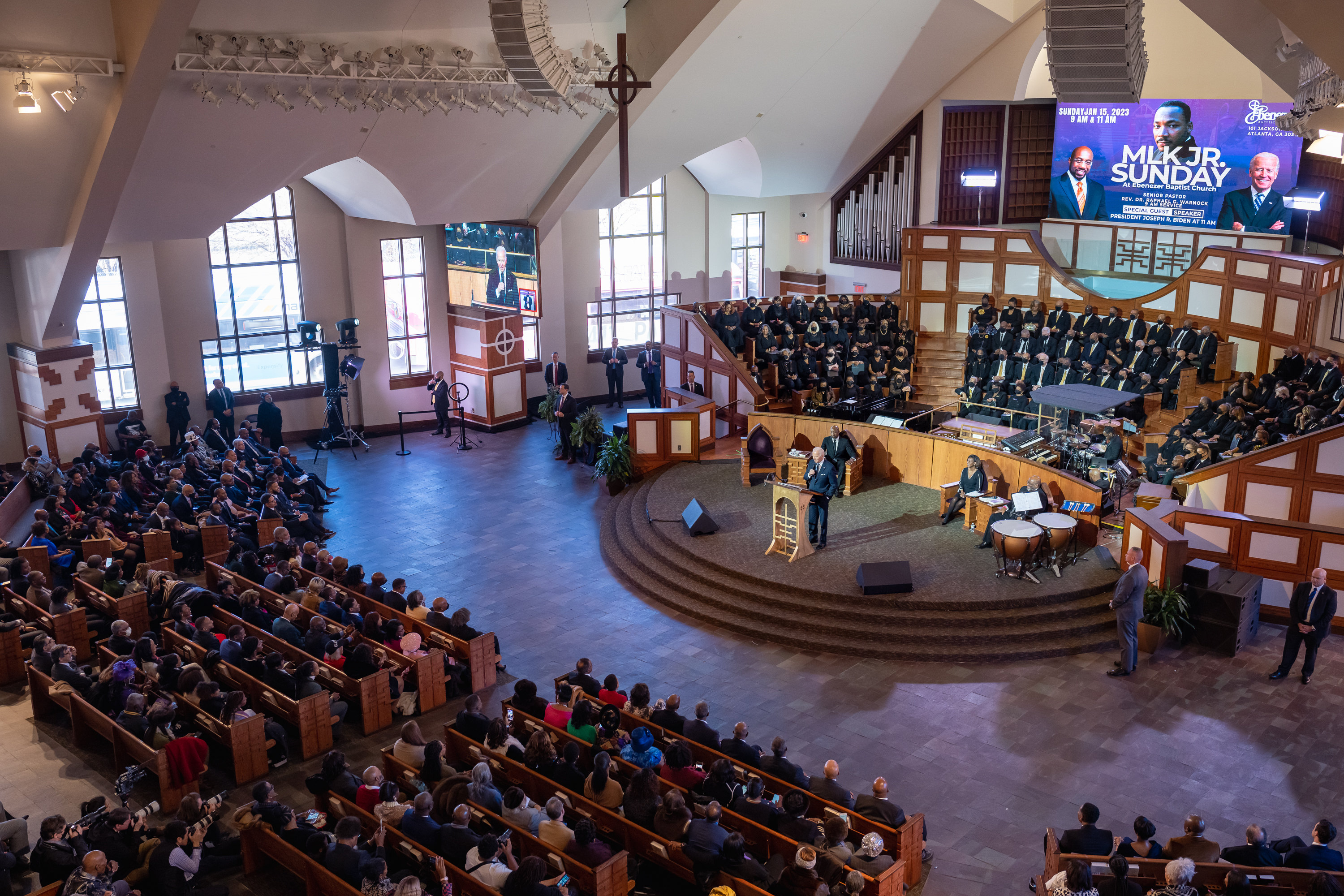
Service à l’Église baptiste Ebenezer à Atlanta, affiliée aux Églises baptistes américaines USA.

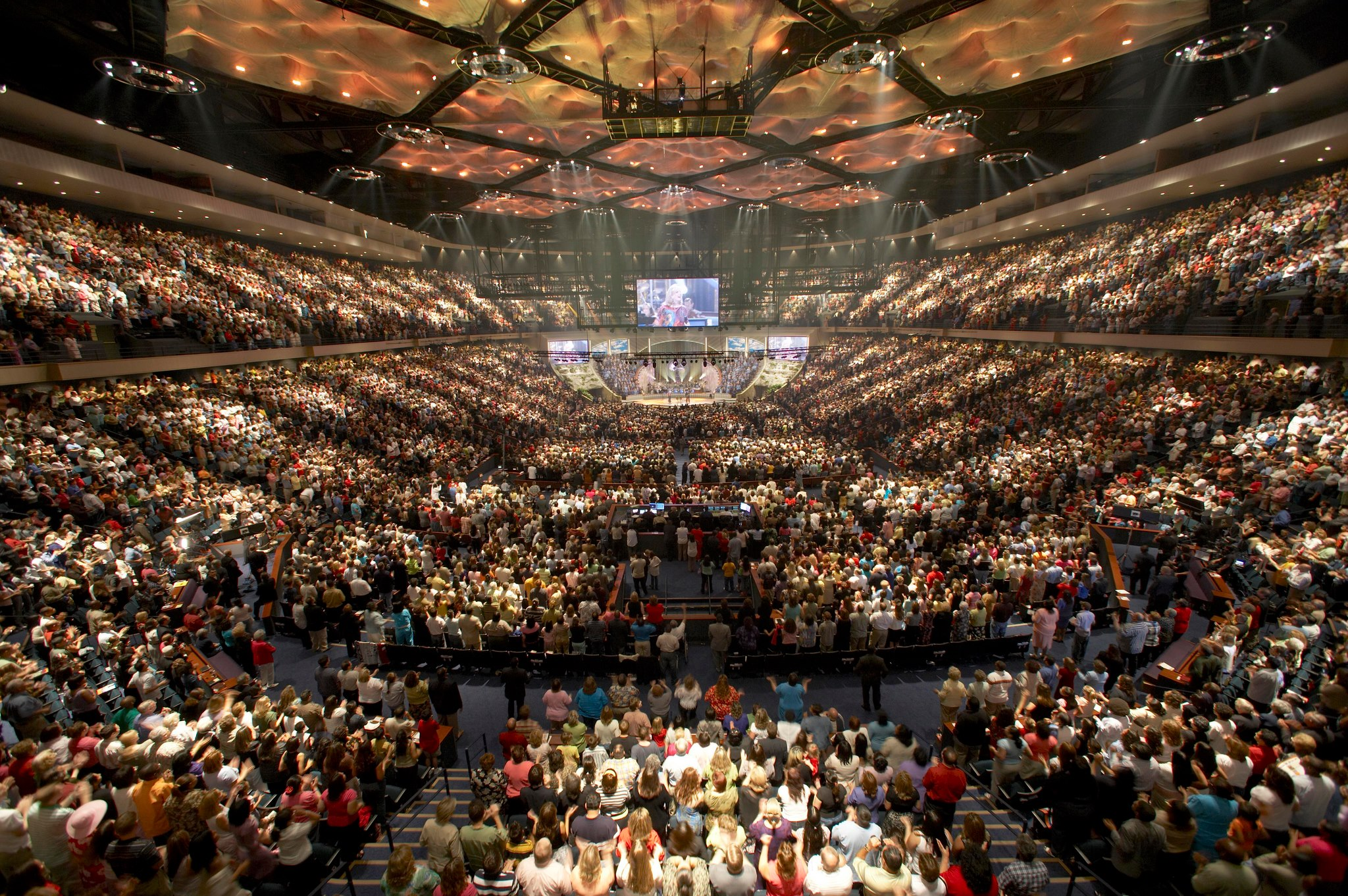
Service à l’Église de Lakewood à Houston, au Texas.

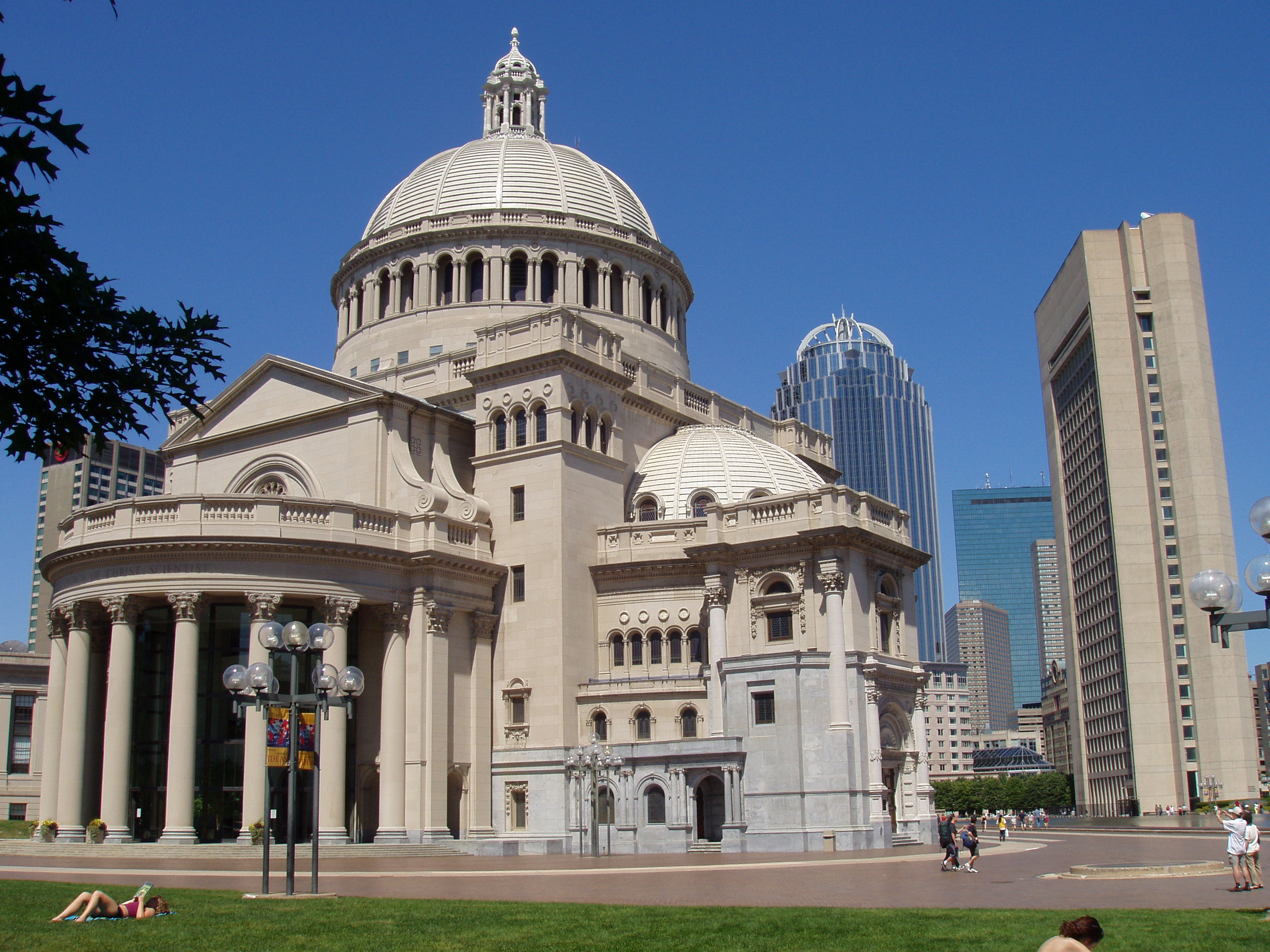
Christian Science Center, à Boston.

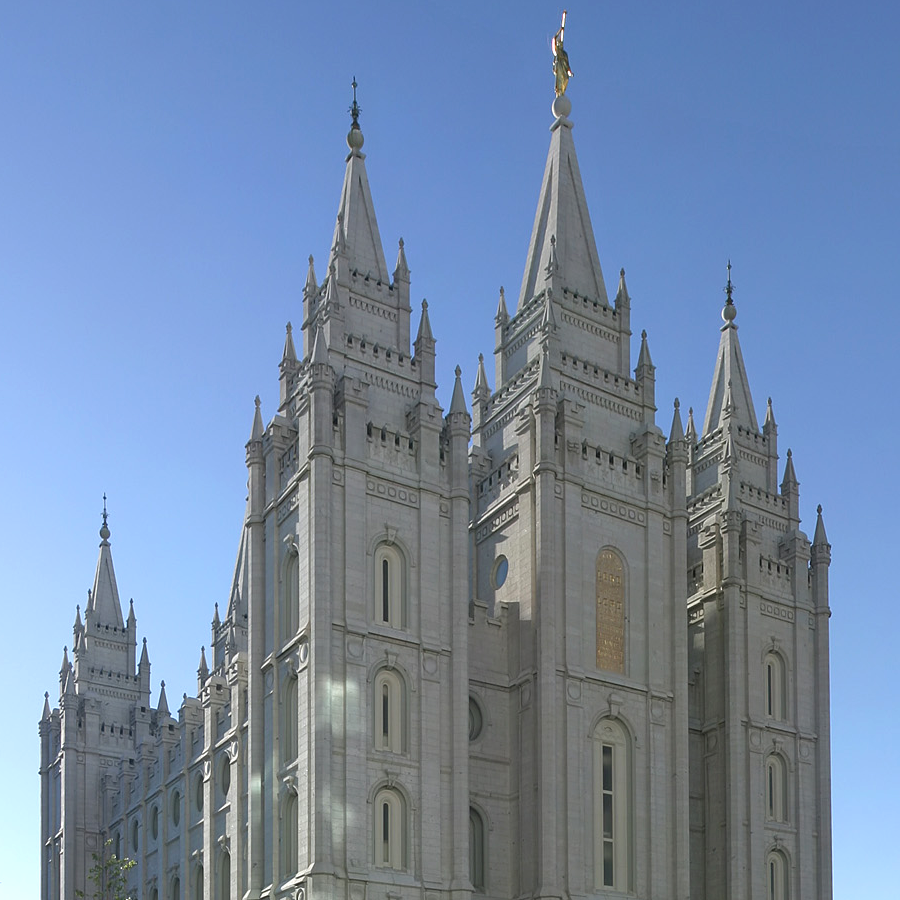
Temple des Saints des Derniers Jours, à Salt Lake City.

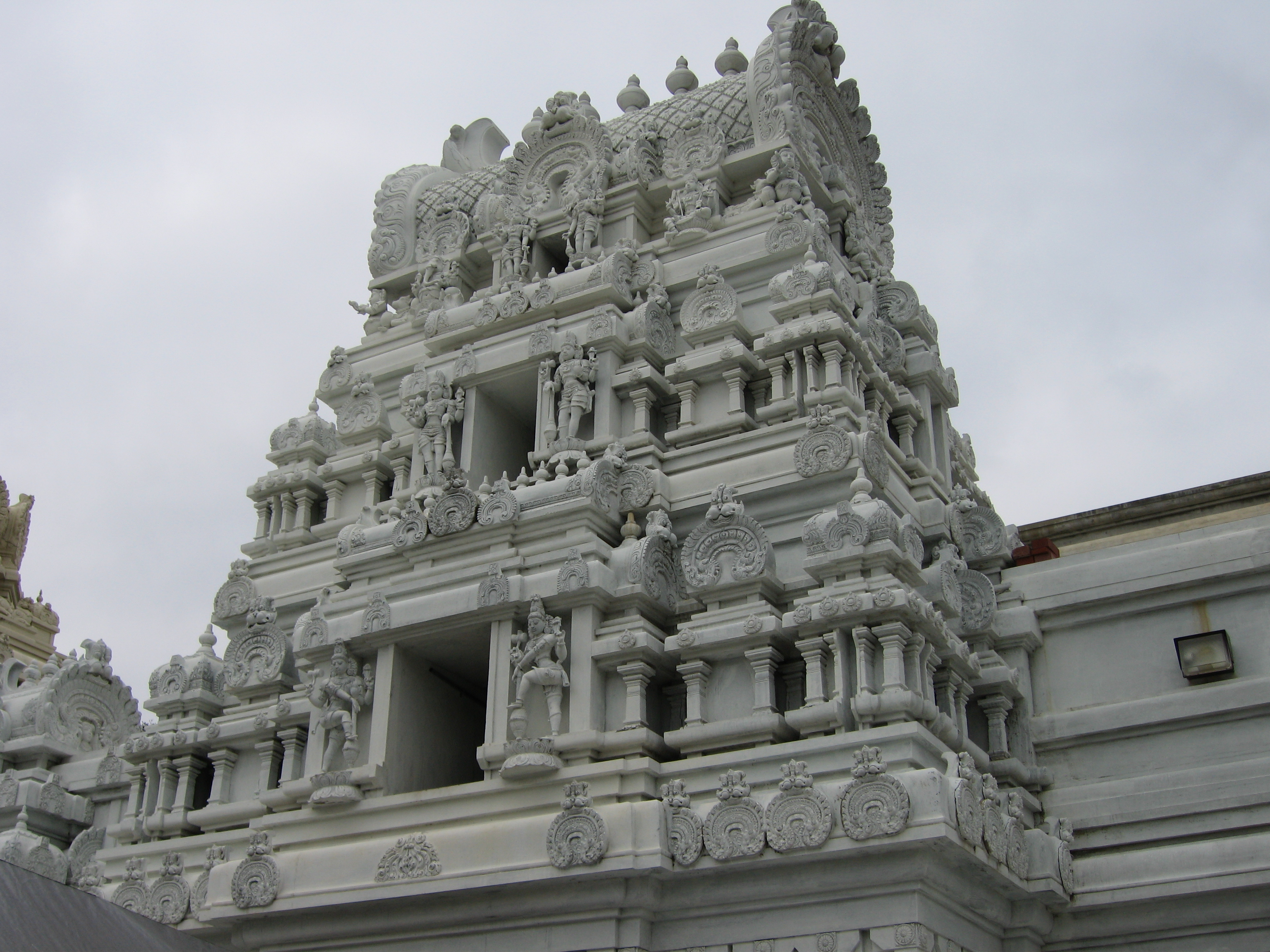
Temple hindouiste de Malibu, en Californie.

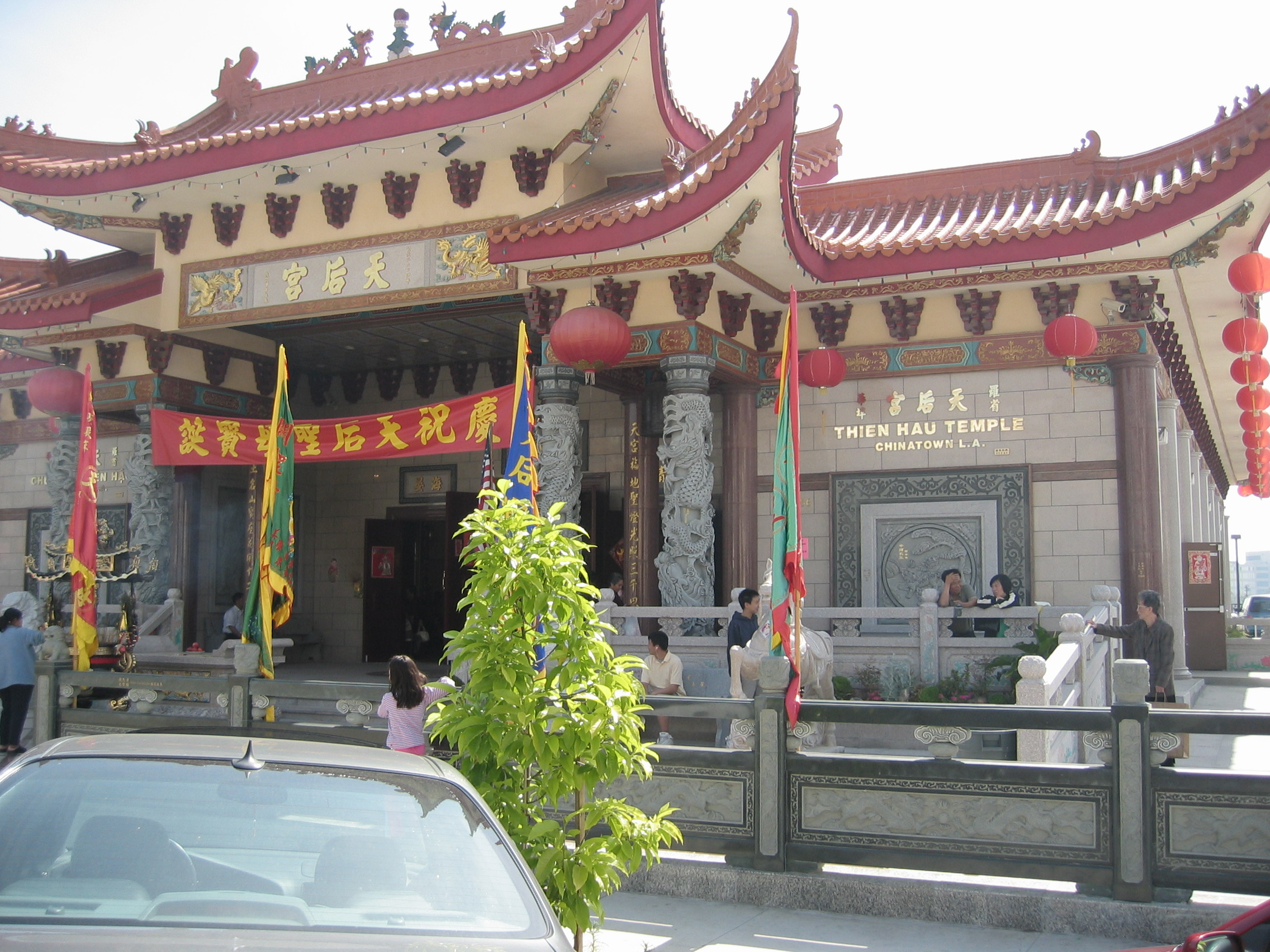
Temple bouddhiste à Los Angeles.

L'auto-appartenance religieuse des Américains en 1990, 2001 et 2008, en valeur relative :
|                                              | 1990   | 2001   | 2008   | Évolution en points 1990-2008 |
| -------------------------------------------- | ------ | ------ | ------ | ----------------------------- |
| Total chrétiens                              | 86,2 % | 76,7 % | 76,0 % | -10,2                         |
| Catholiques romains                          | 26,2 % | 24,5 % | 25,1 % | -1,1                          |
| Autres chrétiens                             | 60,0 % | 52,2 % | 50,9 % | -9,0                          |
| Baptistes                                    | 19,8 % | 17,2 % | 17,1 % | -2,7                          |
| Méthodistes                                  | 8,3 %  | 7,2 %  | 6,1 %  | -2,2                          |
| Divers Chrétiens                             | 4,7 %  | 7,2 %  | 4,4 %  | -0,3                          |
| Luthériens                                   | 5,3 %  | 4,9 %  | 4,6 %  | -0,7                          |
| Presbytériens                                | 2,9 %  | 2,8 %  | 2,7 %  | -0,2                          |
| Divers Protestants                           | 10,0 % | 2,4 %  | 4,9 %  | -5,1                          |
| Pentecôtistes / Charismatiques               | 1,9 %  | 2,2 %  | 4,3 %  | +2,4                          |
| Épiscopaliens / Anglicans                    | 1,8 %  | 1,8 %  | 1,5 %  | -0,3                          |
| Mormons / Saints des Derniers Jours          | 1,4 %  | 1,3 %  | 1,4 %  | +0,0                          |
| Église du Christ                             | 1,0 %  | 1,3 %  | 0,6 %  | -0,4                          |
| Congrégationnalistes / Église unie du Christ | 0,3 %  | 0,7 %  | 0,8 %  | +0,5                          |
| Témoins de Jéhovah                           | 0,8 %  | 0,7 %  | 0,7 %  | -0,1                          |
| Assemblées de Dieu                           | 0,4 %  | 0,5 %  | 0,4 %  | +0,0                          |
| Divers Évangéliques                          | 0,1 %  | 0,5 %  | 0,3 %  | +0,2                          |
| Église de Dieu                               | 0,4 %  | 0,5 %  | 0,3 %  | -0,1                          |
| Adventistes                                  | 0,4 %  | 0,4 %  | 0,5 %  | +0,1                          |
| Unitariens                                   | 0,3 %  | 0,3 %  | 0,3 %  | +0,0                          |
| Orthodoxes                                   | 0,3 %  | 0,3 %  | 0,6 %  | +0,3                          |
| Total des autres religions                   | 3,3 %  | 3,7 %  | 3,9 %  | +0,6                          |
| Juifs                                        | 1,8 %  | 1,4 %  | 1,2 %  | -0,6                          |
| Musulmans                                    | 0,3 %  | 0,5 %  | 0,6 %  | +0,3                          |
| Bouddhistes                                  | 0,2 %  | 0,5 %  | 0,5 %  | +0,3                          |
| Hindous                                      | 0,1 %  | 0,4 %  | 0,4 %  | +0,3                          |
| Autres                                       | 0,9 %  | 1,4 %  | 1,6 %  | +0,7                          |
| Pas de religion / Athées / Agnostiques       | 8,2 %  | 14,2 % | 15,0 % | +6,8                          |
| Sans opinion                                 | 2,3 %  | 5,4 %  | 5,2 %  | +2,9                          |

Si la grande majorité des Américains se déclarent chrétiens, leur part dans le total diminue (−10,2 points entre 1990 et 2008) alors que celle des athées, agnostiques et sans religion augmente de 6,8 points. Le protestantisme, qui regroupe encore plus de la moitié des Américains, s'érode globalement, mais voit en son sein le courant libéral s'effacer au profit des évangéliques. Parmi ces derniers, le pentecôtisme, apparu aux États-Unis au début du XXe siècle, est le plus attractif, notamment auprès des immigrants. Si la progression des catholiques dépasse en valeur relative celle des protestants, leur pourcentage au sein de la population américaine stagne depuis une quinzaine d'années : l'apport de l'immigration des Latinos comble tout juste les départs observés parmi les descendants des Italiens et Irlandais. L'Église catholique est ainsi la seule confession à fermer des lieux de culte dans le pays. Les Mormons, au prosélytisme connu, sont parmi les groupes les plus dynamiques. Alors que la part des juifs diminue, celle des religions orientales (musulmans, hindouistes et bouddhistes) progresse du fait de l'immigration.

### Appartenance et connaissance de la doctrine
Selon Nicholas Kristof, du New York Times commentant une étude du Pew Research Center, les gens religieux aux États-Unis sont souvent très peu informés sur la doctrine religieuse. La moitié des catholiques ne comprendraient pas l'eucharistie et la plupart des protestants ignoreraient le rôle de Martin Luther. Dans un autre article, il indique également que seule la moitié des chrétiens Américains connaitraient le nom des quatre évangiles.

### Évolution de la répartition religieuse
| Année | Protestants | Catholiques | Autres chrétiens | Juifs | Mormons | Autres religions | Sans religion | Pas de réponse |
| ----- | ----------- | ----------- | ---------------- | ----- | ------- | ---------------- | ------------- | -------------- |
| 1950  | 66 %        | 25 %        | n/a              | 4 %   | n/a     | 3 %              | n/a           | 2 %            |
| 1960  | 67 %        | 25 %        | n/a              | 3 %   | n/a     | 2 %              | 2 %           | 1 %            |
| 1970  | 65 %        | 26 %        | n/a              | 3 %   | n/a     | 2 %              | 3 %           | 0 %            |
| 1980  | 61 %        | 28 %        | n/a              | 2 %   | n/a     | 2 %              | 7 %           | 0 %            |
| 1990  | 56 %        | 25 %        | n/a              | 2 %   | 1 %     | 5 %              | 9 %           | 2 %            |
| 2000  | 52 %        | 25 %        | 5 %              | 2 %   | 2 %     | 5 %              | 8 %           | 2 %            |
| 2010  | 45 %        | 21 %        | 8 %              | 2 %   | 2 %     | 4 %              | 14 %          | 4 %            |
| 2020  | 37 %        | 22 %        | 9 %              | 2 %   | 1 %     | 6 %              | 20 %          | 3 %            |

### Pratique religieuse

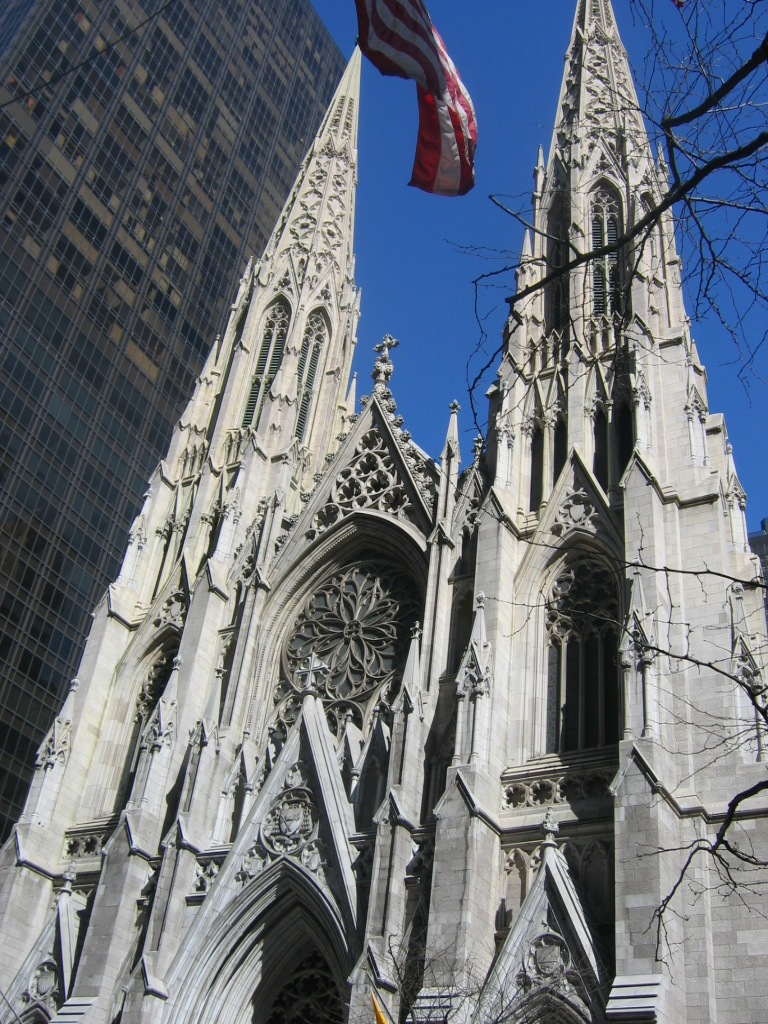
Cathédrale Saint-Patrick de New York.

D'après une étude réalisée en 2007 par le Pew Research Center, près de 84 % des Américains seraient croyants, et environ 39 % assisteraient au service religieux chaque dimanche, ce qui constitue un taux de participation bien plus élevé que dans les autres pays occidentaux. 56 % considèrent la foi comme quelque chose de très important dans leur vie. Ils sont le même pourcentage à déclarer avoir prié récemment (les jours précédant l'enquête). Inversement, seulement 4 % sont athées ou agnostiques, parmi un ensemble plus large de 16 % d'Américains qui ne déclarent pas de religion spécifique.
Mais l'identité religieuse est mouvante aux États-Unis. Chaque Américain change trois fois d'Église en moyenne au cours de son existence (surtout au sein du monde protestant, très concurrentiel). L'appartenance à une Église est une chose courante et signifie appartenir à une communauté, recevoir de l'aide en cas de besoin. Sur les 250 milliards de dollars de dons annuels que font les Américains aux associations à but non lucratif 36 % sont affectés aux différentes Églises.
D'après une autre étude de 2008, 75 % des Américains (contre 21 % des Français) déclarent avoir lu au moins un passage de la Bible au cours de l’année passée. Plus de la moitié des Français ne possèdent pas de Bible chez eux, contre 7 % des Américains. 13 % des Américains disent ne jamais prier contre 49 % des Français.

## Société et religion

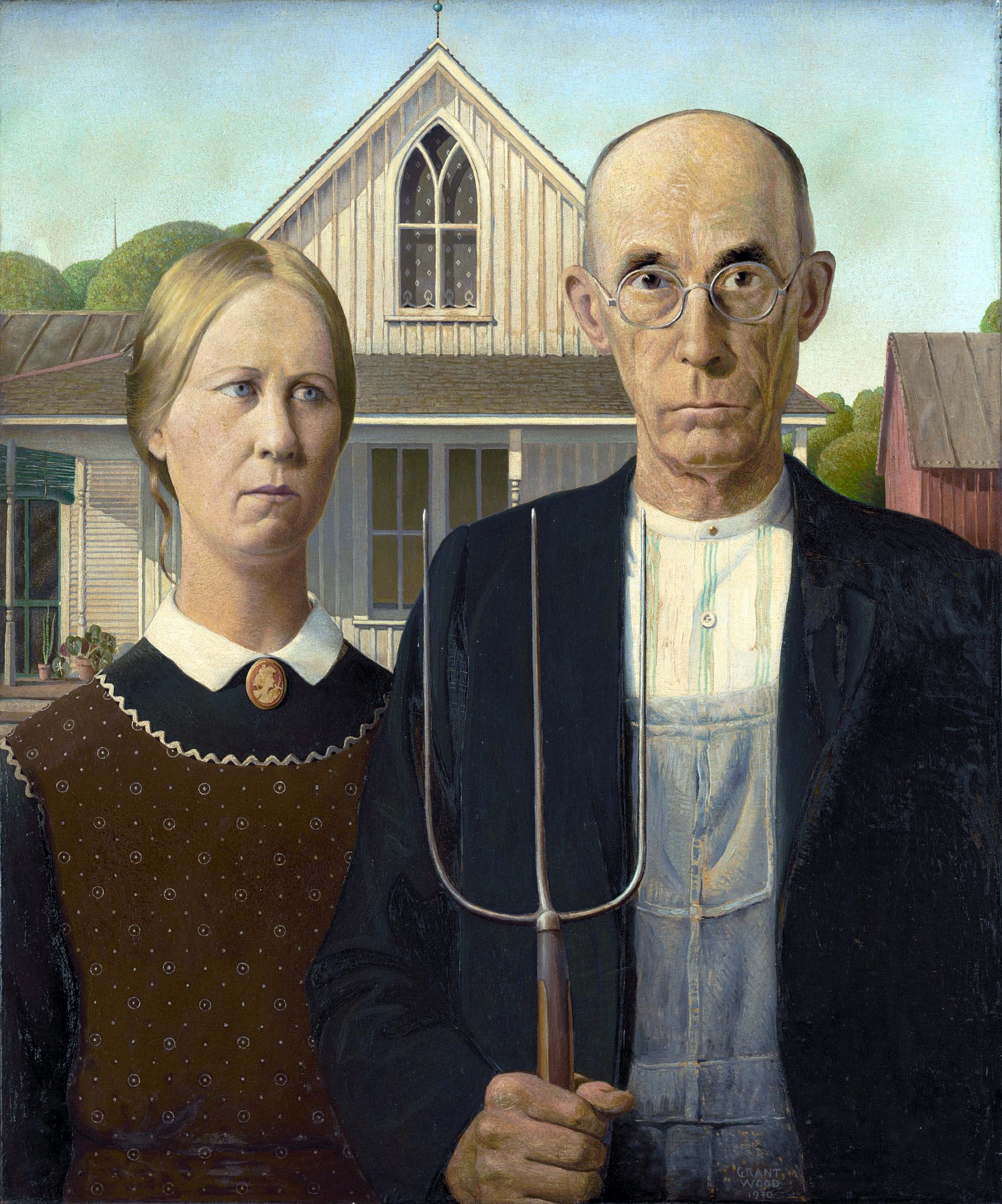
Grant Wood, American Gothic (1930), Art Institute of Chicago. Une représentation symbolique de l'Amérique « puritaine ».

L'image que donne certaines productions culturelles, notamment des séries télévisées moralisatrices comme La Petite Maison dans la prairie, Sept à la maison… ou des affaires comme le scandale du Nipplegate (sur le sein de Janet Jackson) cultivent l'idée que le pays reste attaché aux valeurs puritaines. 
Jusqu'au milieu du XXe siècle, ces valeurs sont présentes dans une société qui se veut libérale, en réaction avec l'oppression britannique et la non liberté d'exercice de la religion perçue comme étant des traits de l'Europe. Les mœurs de la population américaine se sont ainsi à plusieurs reprises libéralisées avant d'autres pays occidentaux ; ainsi, le droit de vote des femmes dans l'état du Wyoming date du milieu du XIXe siècle.
Dès les années 1960, le mouvement hippie a contesté les valeurs bourgeoises. Aujourd’hui, le chiffre d’affaires des films pornographiques aux États-Unis est comparable à celui d’Hollywood. Le taux de divorce y est aussi l’un des plus élevés du monde.
Cependant, depuis les années 1950, un certain regain des conceptions conservatrices et notamment fondamentalistes se repèrent[Par qui ?] dans les débats contemporains sur la prière à l'école, l'avortement, ou encore le combat scolaire qui vise à imposer le créationnisme (« Intelligent Design ») contre la conception darwiniste de la sélection naturelle, pour expliquer l'apparition de l'Homme sur Terre. D'une manière générale, les chrétiens conservateurs, représentés notamment au sein de la Christian Coalition of America, font un intense lobbying auprès des décideurs politiques. L'ex-président George W. Bush, méthodiste « born again » mais qui n'est pas membre d'une église évangélique, a été considéré comme le porte-parole de ces conceptions politico-religieuses.
Les résultats électoraux montrent que les protestants blancs (appelés aussi White anglo-saxon protestants) et plus particulièrement les évangéliques, votent massivement en faveur du Parti républicain, alors que les minorités religieuses (catholiques et juifs, surtout), sont plus proches du Parti démocrate.[Par qui ?]
Bien que l'influence protestante reste dominante dans le champ social aux États-Unis (la plupart des présidents étaient protestants, à l'exception des catholiques John Fitzgerald Kennedy et Joe Biden, ainsi que des déistes Abraham Lincoln, et Thomas Jefferson), il faut aussi noter certains autres courants de croyances, telles que les unitariens et les quakers (qui ont eu une certaine influence, et dont pas mal de président américains étaient affiliés), ne sont pas considérés comme des courants protestants. Beaucoup de pères fondateurs étaient déistes et unitariens. L'actuel président Donald Trump est un protestant presbytérien.
En 2019, 40 % des Américains croient en la théorie créationniste et 22 % en celle de l'évolution.
La nomination par Donald Trump au poste de ministre de l'Éducation nationale d'une ancienne directrice d'école créationniste a renforcé l'influence de ce courant. Le vice-président Mike Pence est également un créationniste convaincu, si bien qu'il y a une défiance au sommet de l'État envers la science.
Donald Trump signe en décembre 2019 un décret pour faire reconnaître le judaïsme comme une nationalité et plus seulement comme une religion, une mesure qui, selon le gouvernement Trump, combattra ce qu'il considère comme l'antisémitisme.

## Non-affiliation, athéisme et libre-pensée
Longtemps marginalisés, les Américains athées et agnostiques sont en progression dans la population. Selon l’American Religious Identification Survey d'avril 2009, l'athéisme est le « seul groupe démographique » à avoir augmenté dans chaque État américain les 18 dernières années.
Les organisations athées américaines, notamment American Atheists, Americans United for the Separation of Church and State (avec sa revue mensuelle Church & State), et Alliance athée (Atheist Alliance), militent depuis plusieurs décennies pour une plus stricte séparation des Églises et de l'État. La principale, American Atheists, fondée en 1963 par Madalyn Murray O'Hair, appuie ses revendications sur les principes de la Déclaration d'Indépendance et sur la Constitution. Elle engage de nombreux procès contre les institutions publiques qui violent le principe de laïcité. Ellen Johnson est la présidente depuis 1995 de cette association qui a son siège dans le New Jersey.
Le 2 novembre 2002, au cours de la marche des athées américains sur Washington (Godless Americans March on Washington en anglais), Ellen Johnson avait annoncé la création du comité d'action politique des athées américains (Godless Americans Political Action Committee (GAMPAC)), afin de faire pression sur les candidats aux élections. Il fut officiellement lancé le 9 mars 2004 et soutint le candidat (catholique) John Kerry aux présidentielles 2004.